# Oblast de Kirovohrad
L’oblast de Kirovohrad (en ukrainien : Кіровоградська область, Kirovohrad’ka oblast’) ou oblast de Kirovograd (en russe : Кировоградская область, Kirovogradskaïa oblast) est une subdivision administrative du centre de l’Ukraine. Sa capitale est la ville de Kropyvnytskyï. Il compte 0,9 million d'habitants en 2022.

## Géographie
L'oblast de Kirovohrad couvre une superficie de 24 588 km2. Elle est limitée au nord par l'oblast de Tcherkassy et l'oblast de Poltava, à l'est par l'oblast de Dnipropetrovsk, au sud par l'oblast de Mykolaïv et à l'ouest par l'oblast d'Odessa et l'oblast de Vinnytsia.

## Histoire
Dans les temps anciens, il y avait ici des colonies de la culture de Tchernolis. Il s'agit d'un territoire à prédominance nomade à la frontière de la steppe et de la steppe forestière, où vivaient à différentes époques des Scythes, des Sarmates et des tribus slaves orientales de l'époque de l'État de Kiev. En 1362, la Bataille des Eaux-Bleues a eu lieu ici. Les Lituaniens ont respecté les droits des Ruthènes (ancêtres des Biélorusses et des Ukrainiens, le vocabulaire de ces deux langues est identique à 84 %), et ont même promulgué des lois dans la langue qu'on appelle aujourd'hui vieil ukrainien et vieux biélorusse.
Dans la seconde moitié du XVe siècle, ces territoires sont devenus une partie des possessions des Cosaques ukrainiens. En raison des attaques constantes des Tatars de Crimée, des colonies permanentes n'ont été établies ici qu'au XVIIIe siècle, dont l'émergence est directement liée à la Fort Sainte-Élisabeth. Une Nouvelle Serbie est en train de se créer ici – une colonie d’immigrants slaves du Sud venus des Balkans. À la fin du XVIIIe siècle, la ville d'Yelisavetgrad fut fondée sur le site de l'ancienne forteresse et devint l'une des villes les plus développées du sud de l'Ukraine. En 1882, le premier théâtre professionnel de langue ukrainienne a été fondé ici,.

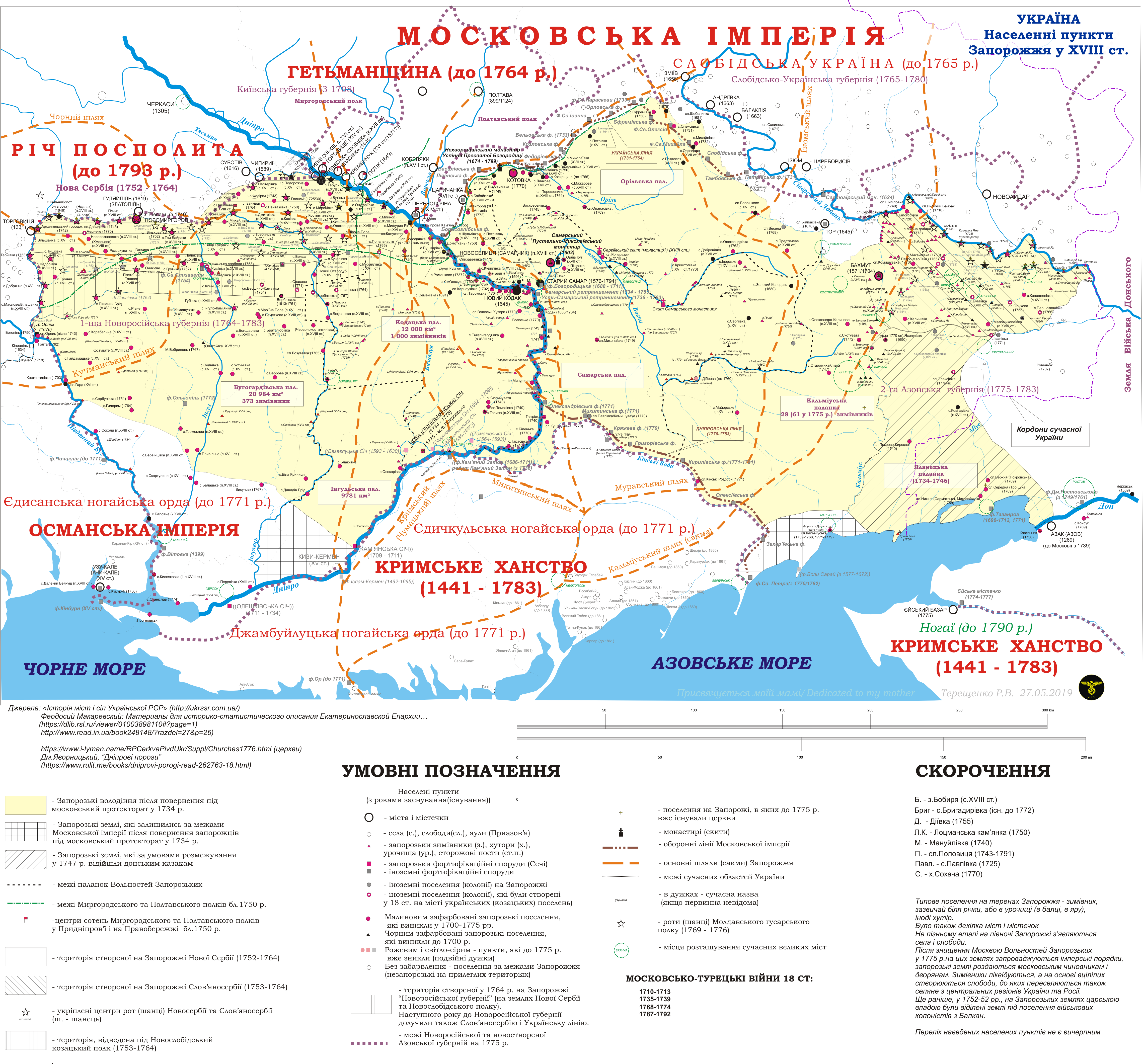
Les territoires cosaques en Ukraine au XVIIIe siècle.

De 1917 à 1920, le gouvernement de la République populaire ukrainienne était situé ici. Des milliers de personnes sont mortes pendant la Terreur rouge organisée par la Tchéka. Dans les années 1920, les paysans, qui constituaient à l’époque la majorité de la population ukrainienne, ont eu accès à l’éducation de base – le likbez. Le développement a été rapide et réussi pendant les années de la Nouvelle Politique Économique (NEP). Mais avec la consolidation du pouvoir de Staline en 1929 et le début des répressions de masse, tout a changé. Dans les années 1930, tous les villages d’Ukraine ont été pratiquement transformés en camps fermés : les colonies étaient clôturées de barbelés et entourées de tours de guet tenues par des officiers de l’OGPU. Selon des témoins oculaires, des drapeaux rouges avec un marteau et une faucille et des portraits des dirigeants – Vladimir Lénine et Joseph Staline – étaient accrochés au-dessus des conseils de village, en particulier dans les grands villages.
Toute protestation, comme le fait de quitter la ferme collective, était passible de fusillade. Les paysans étaient placés dans des conditions où ils mouraient de faim artificielle ou étaient abattus par l'OGPU avec la police. Au total, de 1932 à 1933, dans les zones rurales de la future région, jusqu'à deux cinquièmes de la population sont morts. Pendant l’Holodomor et les répressions, plus de 40 000 personnes sont mortes. Une partie des archives a été incendiée par le NKVD en 1937-1938 . La Oblast a été établie comme unité administrative et territoriale distincte le 10 janvier 1939. Elle possède ses frontières actuelles depuis 1954.

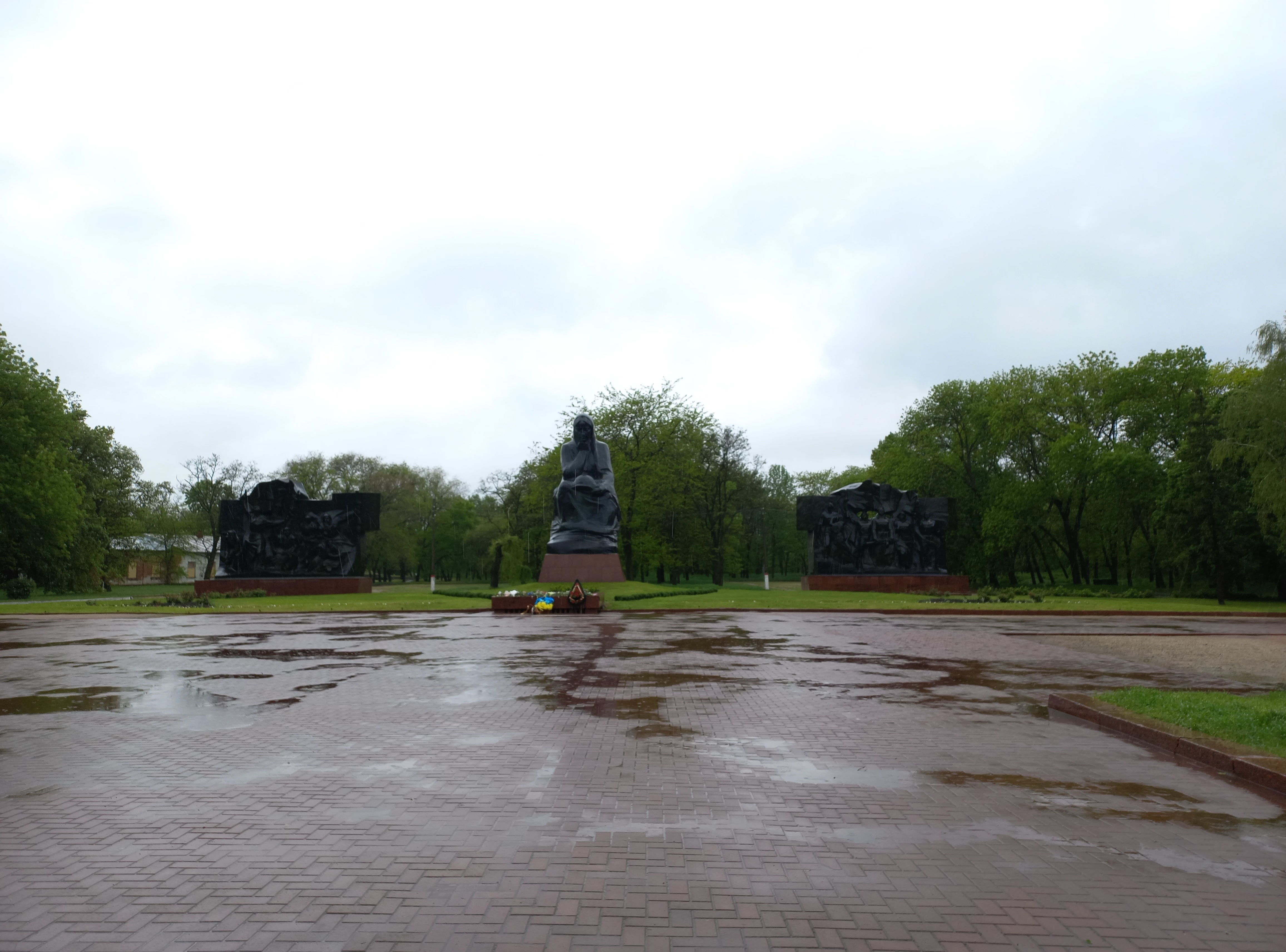
Fort Sainte-Élisabeth - l'attraction principale de l'oblast et le site de crimes nazis.

De 1941 à 1944, la région fut sous occupation nazie. Les territoires conquis furent annexés au Commissariat du Reich « Ukraine », qui fut divisé en six districts généraux. La région de Kirovohrad faisait partie du district général de Mykolaïv. Six gebits ont été créés sur son territoire, chacun composé de 4 à 5 districts. Selon le célèbre chef des partisans locaux, Mykhaïlo Skirda, les nazis forçaient les soldats et les civils capturés à sauter pieds nus sur des planches cloutées. Lorsqu'ils refusèrent, les chiens les attaquèrent. Olena Ignatieva a été témoin du premier meurtre de plusieurs milliers de personnes à Kirovograd le 30 octobre 1941 .
3 000 personnes ont été fusillées dans la prison SS située sur le site de l'actuel hôpital de la rue Komarova à Kirovograd. Lors d'un des "déchargements" de cette prison, plus de 500 personnes furent jetées dans le puits : certaines furent fusillées par les nazis, les autres restèrent en vie. Tandis qu'ils remplissaient le puits avec les corps des vivants et des morts, ils le recouvraient de fumier animal. Ce massacre brutal a duré presque une journée. À Fort Sainte-Élisabeth, les nazis ont fusillé plus de 4 000 personnes. personnes, et autour d'eux se trouvait une partie de l'Armée de libération russe (ROA), vaincue par les partisans soviétiques ukrainiens locaux en 1943. Au total, plus de 72 000 personnes ont été fusillées dans un seul centre régional, Kirovograd. personnes, dont 50 000 Ukrainiens de souche, 13 000. Juifs, 9 000 Russes ethniques.

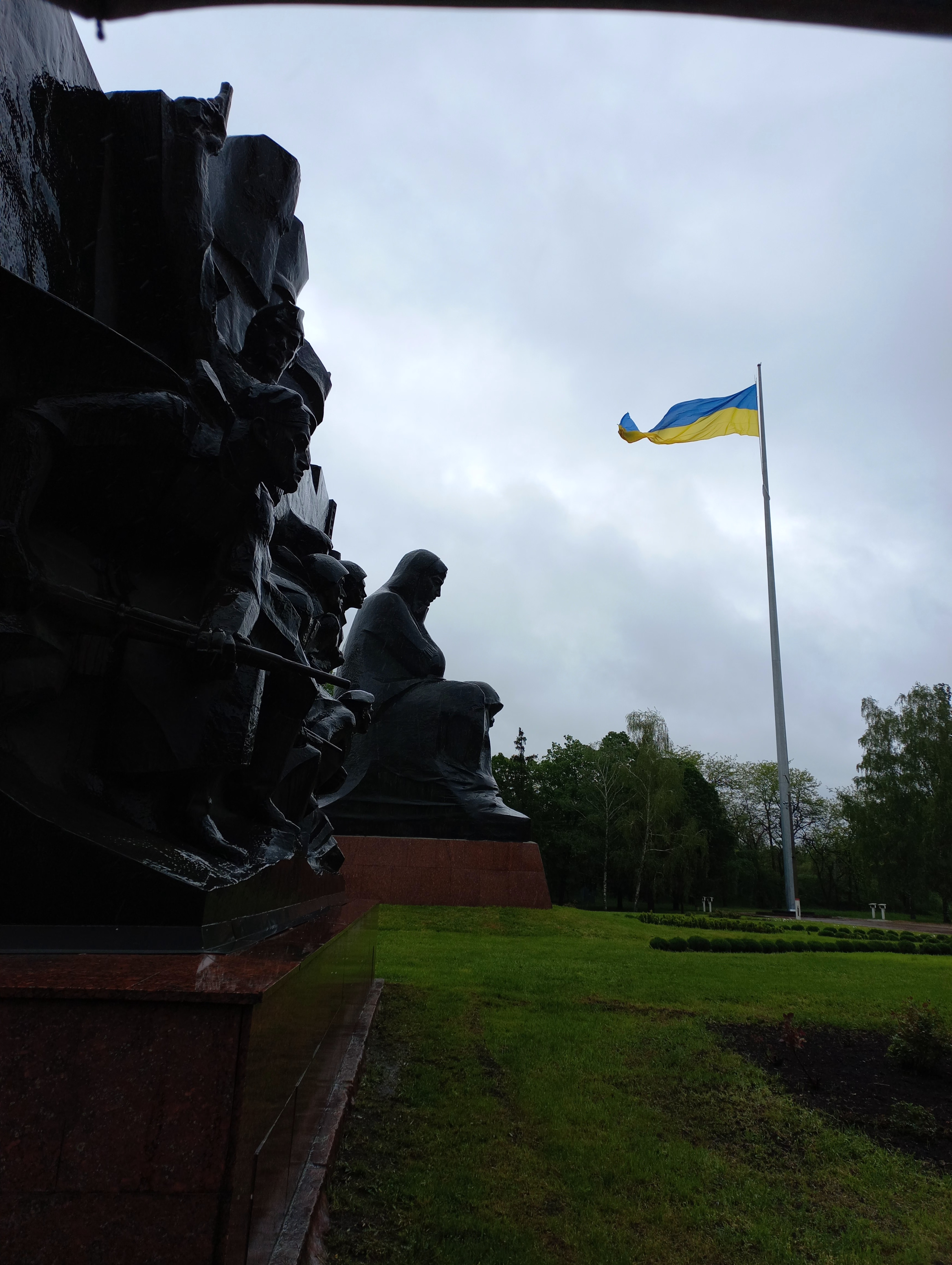
Drapeau à l'intérieur du fort Sainte-Élisabeth.

L’un des crimes les plus graves du régime d’occupation nazi fut la déportation de la population en tant qu’Ostarbeiters. Des raids ont été systématiquement menés en collaboration avec des collaborateurs locaux. Oui, de cette région, les occupants ont déporté non seulement les hommes, mais aussi tous les garçons de plus de 10 ans, plus de 52 000 jeunes, vers l'Allemagne.

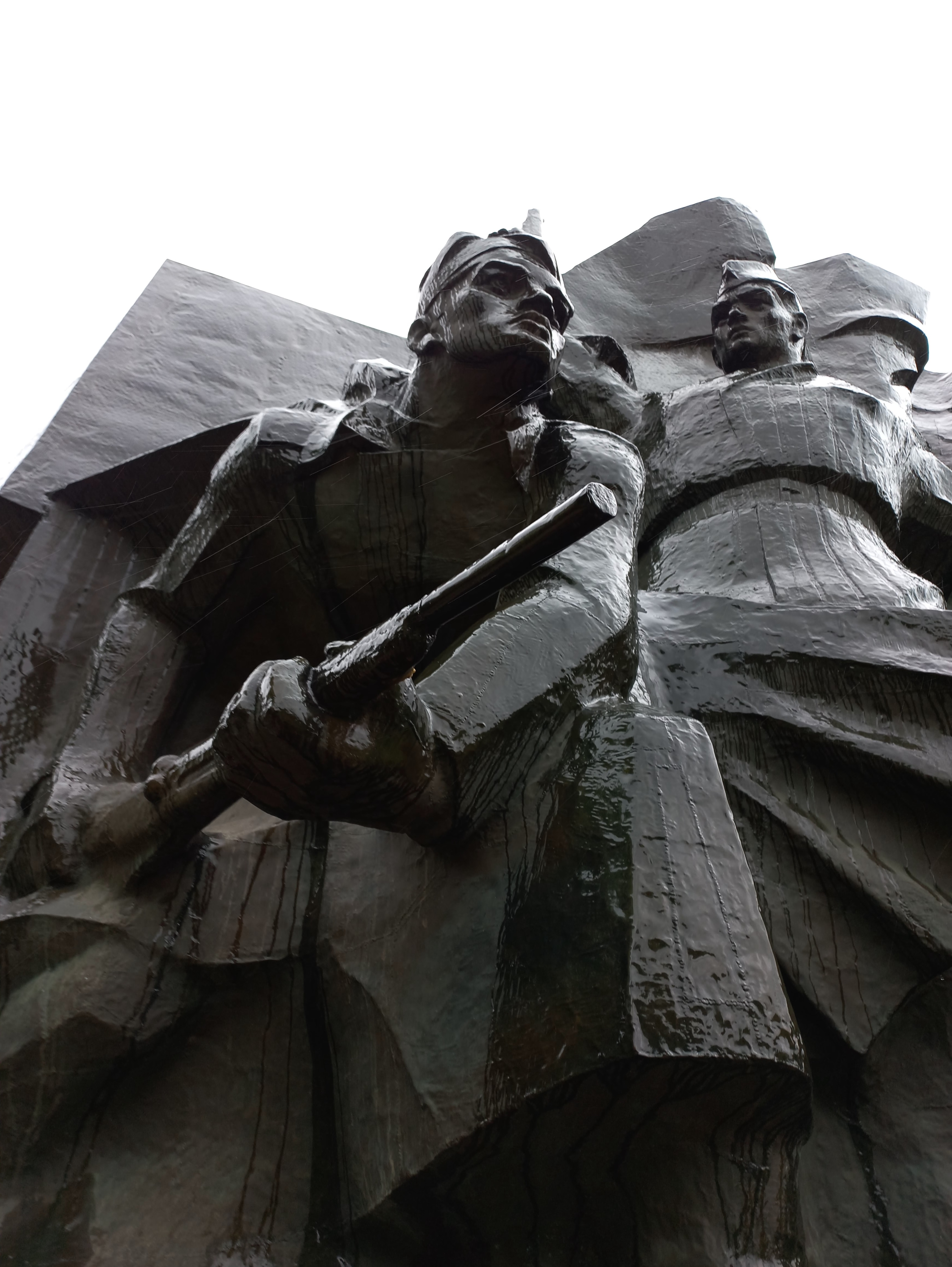
Monument aux partisans.

Parfois, à cause de la censure, des lettres pleines de désespoir parvenaient aux proches des personnes kidnappées. « Le travail est un travail de terrassement, c'est dur, je travaille 18 heures par jour », écrit Vasyl Zraylov, 17 ans, chez lui, dans le village de Tsybuleve. « Deux fois par jour, je reçois de la soupe de carottes et de betteraves et 150 g de pain noir. 25 personnes, mortes d'épuisement, viennent d'être évacuées du camp. Le même sort m'attend. ».
Dans la Forêt-Noire, près de Znamianka, se trouvait l'un des plus grands centres partisans de la région. Un exemple frappant de résilience malgré toutes les catastrophes du siècle dernier est l’histoire de Lukia Stachenko (1879-1973), un habitant du district de Znamianka. Elle a sauvé ses compatriotes villageois pendant l'Holodomor et a été l'une des rares résidentes locales à fournir une aide matérielle aux partisans de Znamianka du détachement de Mykhaïlo Skirda.

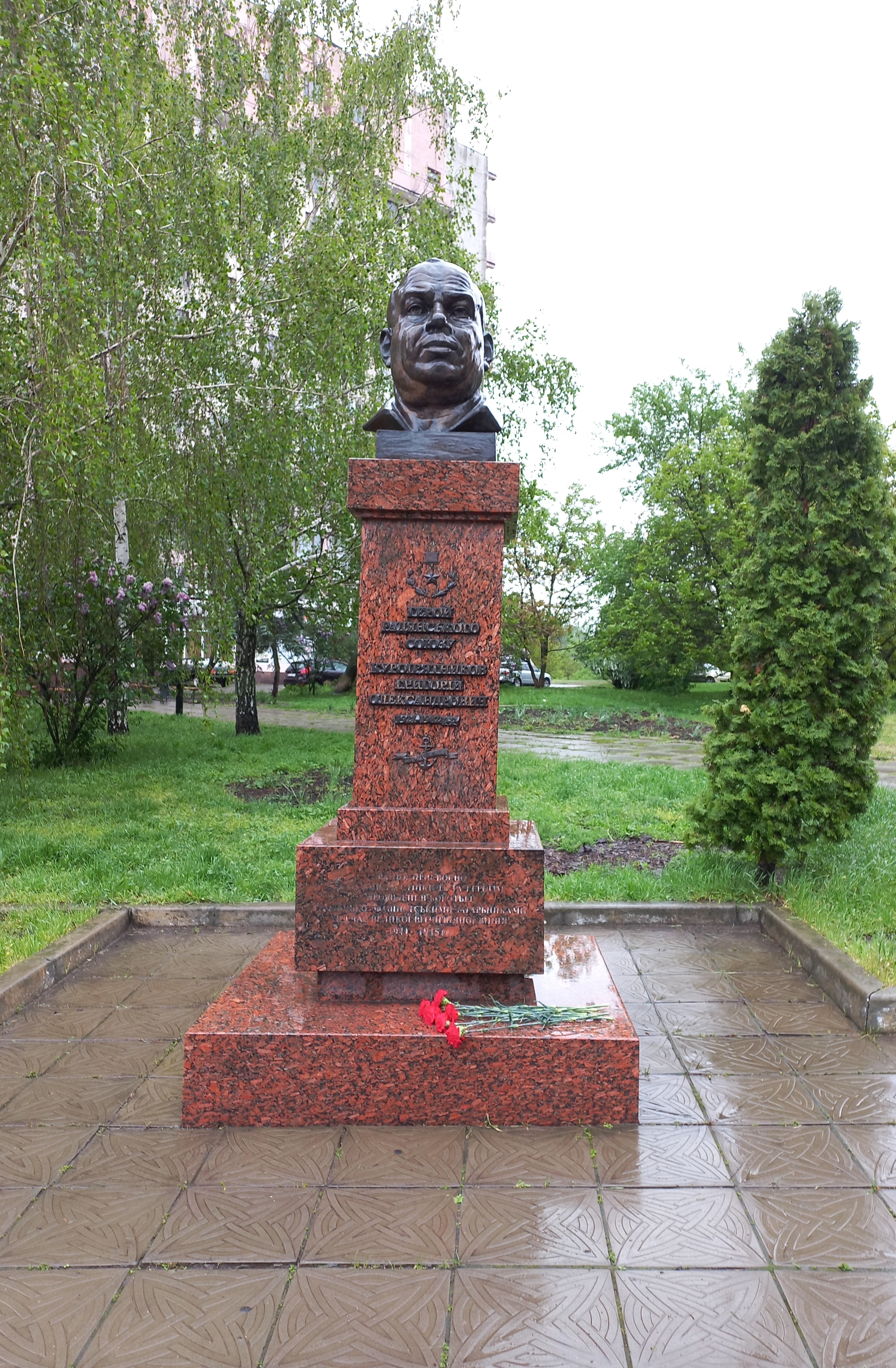
Buste du héros de l'Union soviétique Grigori Kouropyatnikov, le héros le plus distingué de la Seconde Guerre mondiale dans la région

L'oblast a été libéré lors des opérations offensives de Znamianka et de Kirovohrad de 1943-1944. Pendant la Seconde Guerre mondiale, l'oblast de Kirovograd a perdu Modèle:Nobre. personnes 860 personnes[Quoi ?].
Fin 2022, une réunion entre le président du Conseil régional de Kirovohrad, Serhiy Chulga, et le secrétaire général de l'Assemblée des régions d'Europe Christian Spahr a eu lieu à Bruxelles, à la suite de laquelle la demande d'adhésion de la région a été acceptée,.

## Population

### Démographie
Recensements (*) ou estimations de la population :
| 1959*     | 1970*     | 1979*     | 1989*     | 2001*     |
| --------- | --------- | --------- | --------- | --------- |
| 1 246 197 | 1 259 398 | 1 250 891 | 1 239 439 | 1 133 052 |

| 2010*     | 2012      | 2013    | 2015    | 2021    |
| --------- | --------- | ------- | ------- | ------- |
| 1 017 782 | 1 002 420 | 995 171 | 980 579 | 920 128 |

| 2022    | - | - | - | - |
| ------- | - | - | - | - |
| 902 275 | - | - | - | - |

| Année | Population | Naissances annuelles | Décès annuels | Solde naturel annuel | Taux de natalité (‰) | Taux de mortalité (‰) | Solde naturel (‰) | Indice de fécondité |
| ----- | ---------- | -------------------- | ------------- | -------------------- | -------------------- | --------------------- | ----------------- | ------------------- |
| 1990  | 1 240 500  | 15 662               | 17 963        | -2 301               | 12,6                 | 14,5                  | -1,9              | 2,00                |
| 1991  | 1 245 300  | 15 479               | 18 998        | -3 519               | 12,4                 | 15,2                  | -2,8              | 1,91                |
| 1992  | 1 247 500  | 14 850               | 19 633        | -4 783               | 11,9                 | 15,7                  | -3,8              | 1,82                |
| 1993  | 1 251 200  | 13 990               | 20 996        | -7 006               | 11,2                 | 16,8                  | -5,6              | 1,69                |
| 1994  | 1 246 300  | 13 299               | 21 243        | -7 944               | 10,7                 | 17,1                  | -6,4              | 1,58                |
| 1995  | 1 236 200  | 12 289               | 21 840        | -9 551               | 10,0                 | 17,7                  | -7,7              | 1,53                |
| 1996  | 1 224 800  | 11 663               | 21 414        | -9 751               | 9,6                  | 17,6                  | -8,0              | 1,39                |
| 1997  | 1 210 800  | 10 558               | 20 782        | -10 224              | 8,8                  | 17,3                  | -8,5              | 1,38                |
| 1998  | 1 196 400  | 9 746                | 19 663        | -9 917               | 8,2                  | 16,5                  | -8,3              | 1,29                |
| 1999  | 1 180 800  | 9 181                | 20 481        | -11 300              | 7,8                  | 17,5                  | -9,7              | 1,21                |
| 2000  | 1 164 500  | 9 105                | 20 821        | -11 716              | 7,9                  | 18,0                  | -10,1             | 1,19                |
| 2001  | 1 146 900  | 8 685                | 19 808        | -11 123              | 7,6                  | 17,4                  | -9,8              | 1,15                |
| 2002  | 1 133 052  | 8 936                | 20 183        | -11 247              | 8,0                  | 18,0                  | -10,0             | 1,14                |
| 2003  | 1 115 721  | 9 178                | 20 125        | -10 947              | 8,3                  | 18,2                  | -9,9              | 1,22                |
| 2004  | 1 100 024  | 9 392                | 19 933        | -10 541              | 8,6                  | 18,3                  | -9,7              | 1,24                |
| 2005  | 1 083 919  | 8 967                | 20 187        | -11 220              | 8,3                  | 18,8                  | -10,5             | 1,22                |
| 2006  | 1 067 178  | 9 755                | 19 093        | -9 338               | 9,2                  | 18,0                  | -8,8              | 1,29                |
| 2007  | 1 053 083  | 10 076               | 19 219        | -9 143               | 9,6                  | 18,4                  | -8,8              | 1,38                |
| 2008  | 1 039 740  | 10 538               | 19 272        | -8 734               | 10,2                 | 18,6                  | -8,4              | 1,45                |
| 2009  | 1 027 027  | 10 916               | 17 793        | -6 877               | 10,7                 | 17,4                  | -6,7              | 1,50                |
| 2010  | 1 017 782  | 10 531               | 17 652        | -7 121               | 10,4                 | 17,4                  | -7,0              | 1,51                |
| 2011  | 1 009 987  | 10 578               | 16 697        | -6 119               | 10,5                 | 16,6                  | -6,1              | 1,51                |
| 2012  | 1 002 420  | 11 029               | 16 521        | -5 492               | 11,0                 | 16,5                  | -5,5              | 1,61                |
| 2013  | 995 171    | 10 562               | 16 513        | -5 951               | 10,7                 | 16,7                  | -6,0              | 1,57                |
| 2014  | 987 565    | 10 576               | 16 716        | -6 140               | 10,7                 | 17,0                  | -6,3              | 1,61                |
| 2015  | 980 579    | 9 456                | 16 197        | -6 741               | 9,7                  | 16,6                  | -6,9              | 1,49                |
| 2016  | 973 150    | 8 859                | 16 277        | -7 418               | 9,1                  | 16,7                  | -7,6              | 1,43                |
| 2017  | 965 756    | 7 845                | 15 694        | -7 849               | 8,1                  | 16,2                  | -8,1              | 1,30                |
| 2018  | 956 250    | 7 077                | 15 484        | -8 407               | 7,4                  | 16,3                  | -8,1              | 1,21                |

### Structure par âge
0-14 ans: 15.2%  (hommes 73 215/femmes 69 293)
15-64 ans: 66.6%  (hommes 302 623/femmes 323 547)
65 ans et plus: 18.2%  (hommes 57 150/femmes 113 306) (2019 officiel)

### Âge médian
total: 42.4 ans 
homme: 38.5 ans 
femme: 45.8 ans  (2019 officiel)

### Culture
Le Grande synagogue de Kropyvnytskyï.

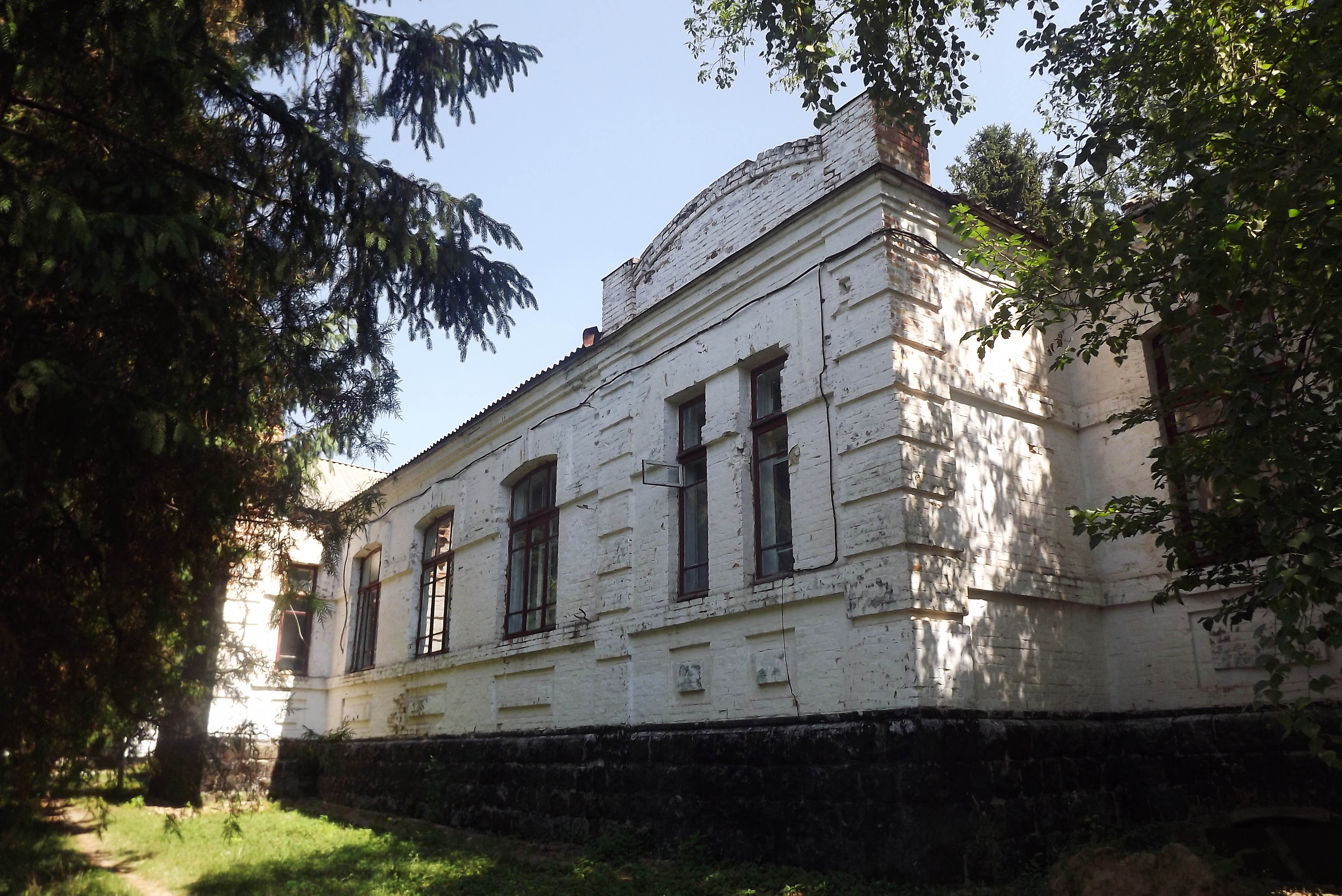
L'hôpital de Kapitanivka, classée
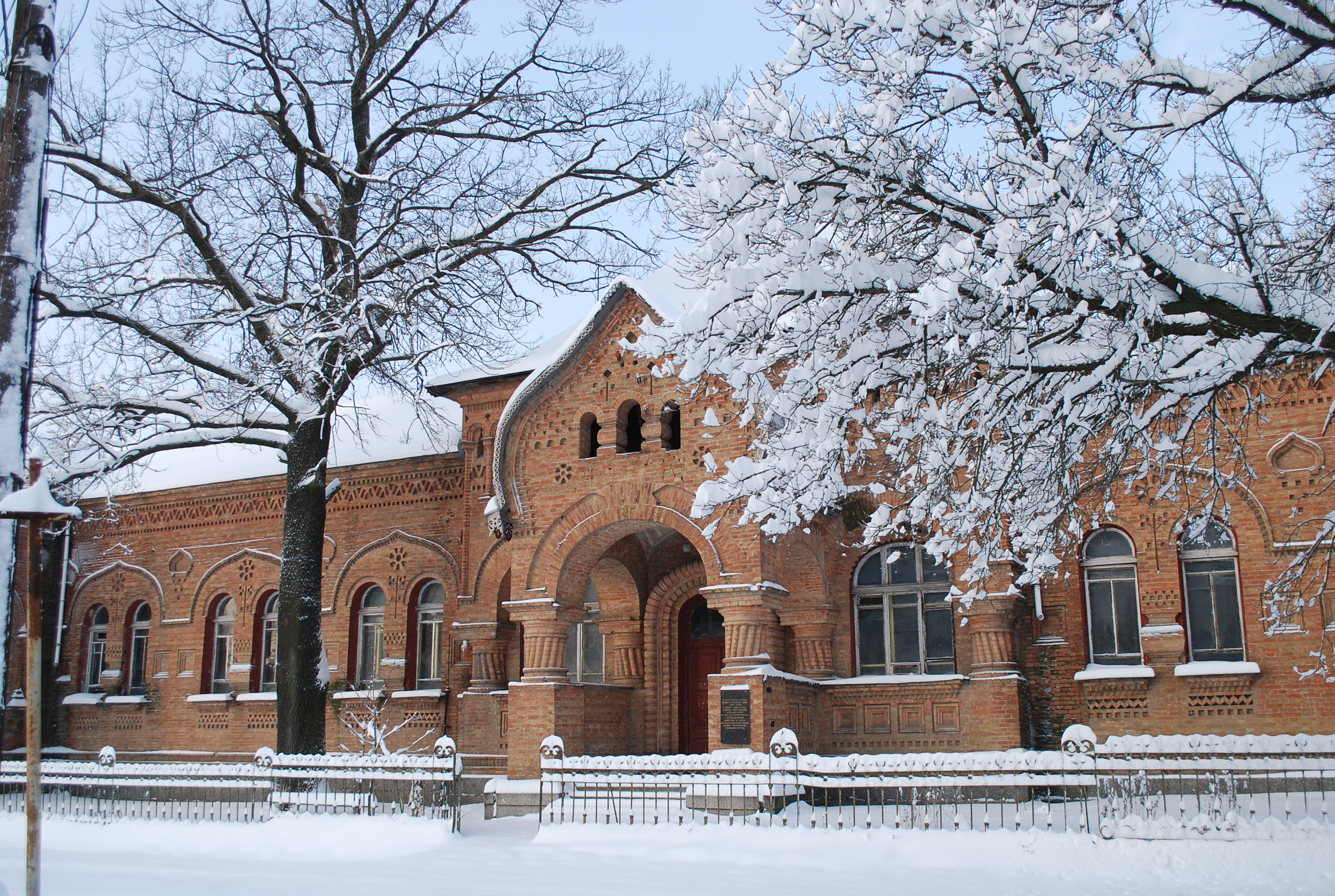
L'hôpital de Novomyrhorod, classée
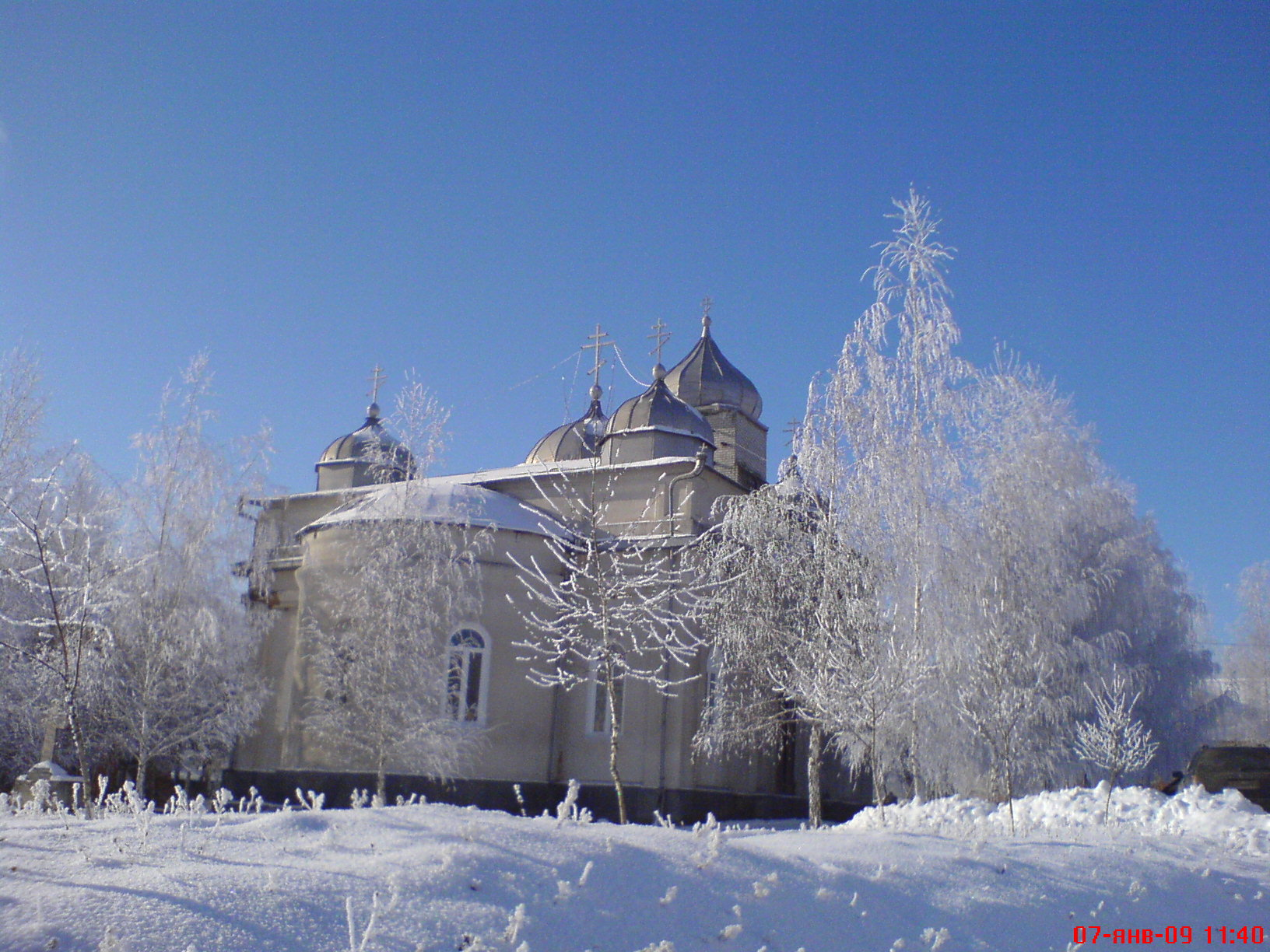
Église de l’Ascension de Pavlisk, classée
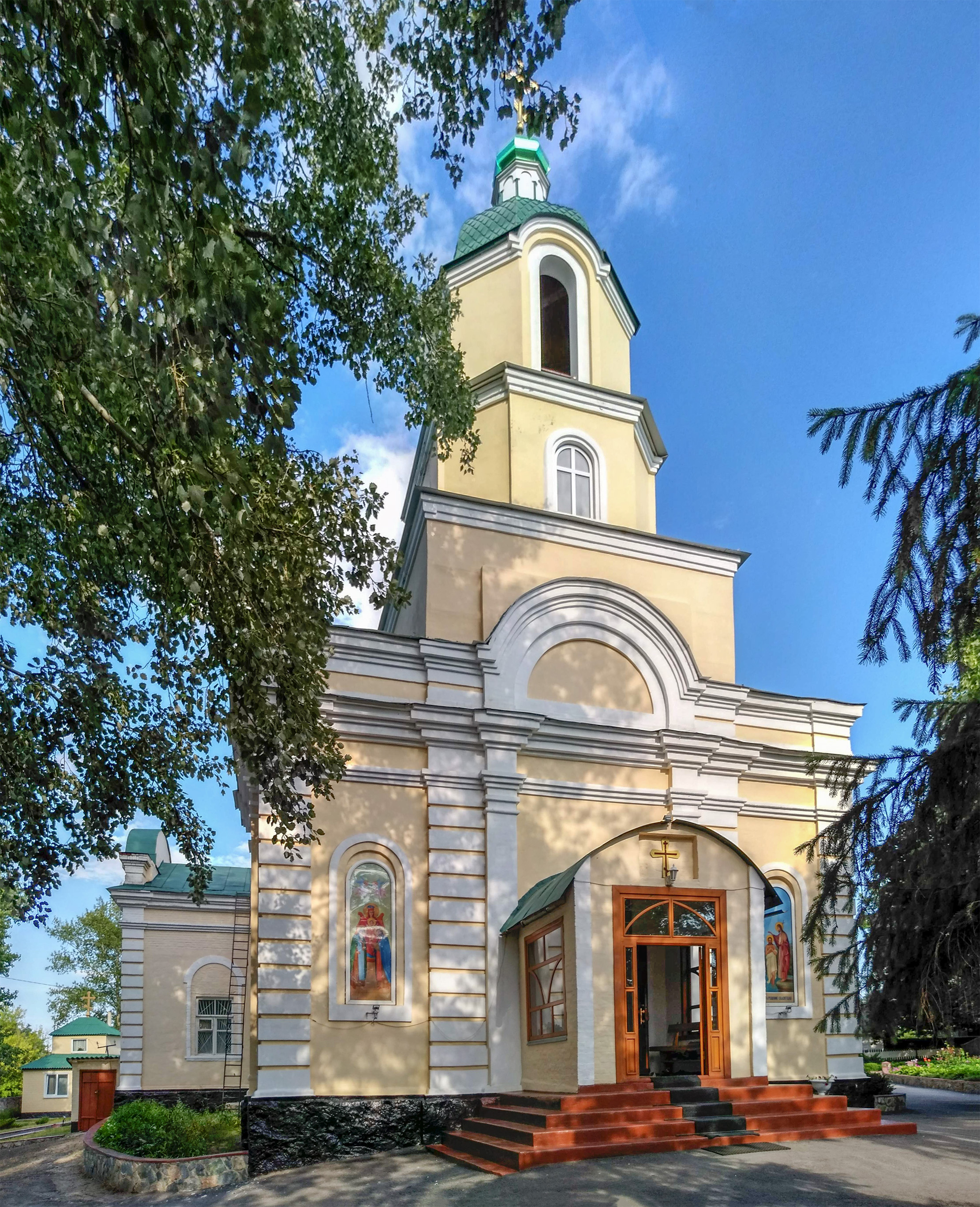
Église de l'Intercession classée
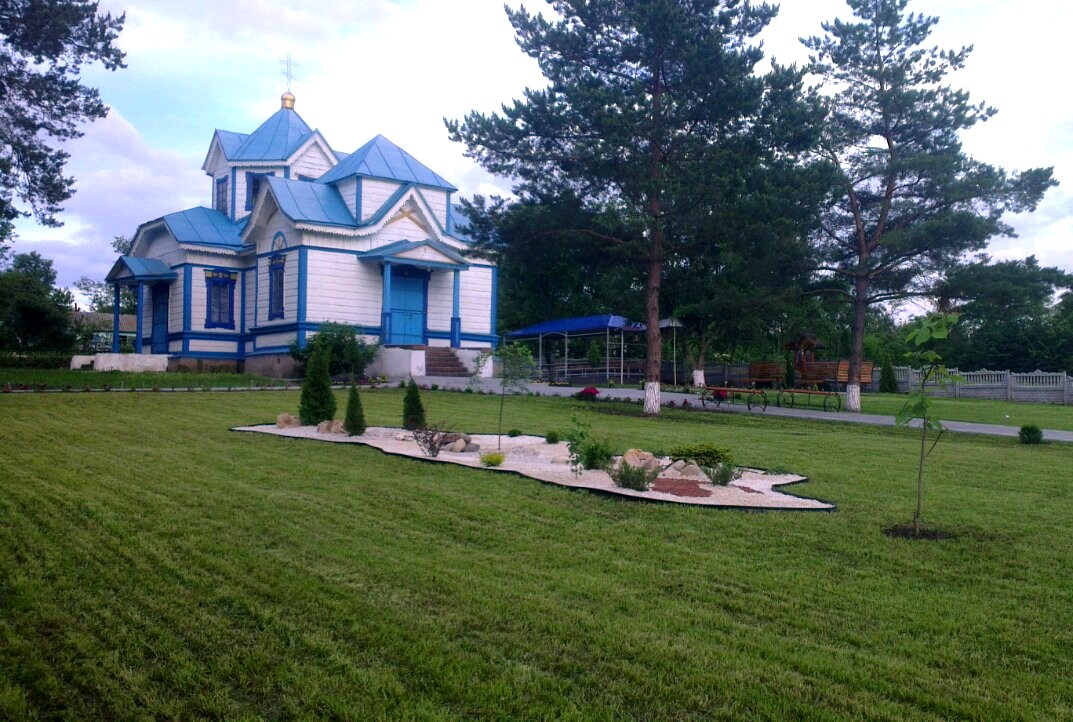
Église des Sts Constantin et Helene classée[20].

### Villes
Les principales villes de l'oblast sont, au 1er janvier 2019 :
- Kropyvnytsky : 227 413 habitants
- Oleksandria : 79 289
- Svitlovodsk : 44 857

## Administration politique

### Représentant du président
- Mykola Sukhomlyn (1992 - 1994)

### Gouverneurs
- Mykola Sukhomlyn (1995 - 1996)
- Mykhailo Hromovyi (1996 - 1998)
- Mykhailo Bashkirov (1998 - 1999)
- Valeriy Kalchenko (1999)
- Vasyl Motsnyi (1999 - 2003)
- Mykhaïlo Tchernovol (2003 - 2004)
- Vasyl Kompaniets (2004 - 2005)
- Edouard Zeinalov (4 février 2005 - 3 mai 2006)
- Anatoliy Revenko (Intérim) (2006)
- Vadym Tchernych (3 août 2006 - 1er novembre 2007)
- Anatoliy Revenko (Intérim) (2007)
- Vasyl Motsnyi (2007 - 2009)
- Svitlana Nehoda (Intérim) (2009)
- Volodymyr Movchan (2009 - 2010)
- Serhiy Larin (2010 - 2013)
- Andriy Nikolaïenko (9 janvier 2013 - 2 mars 2014)
- Oleksandr Petik (2014)
- Serhiy Kuzmenko (2014 - 2019)
- Serhiy Kovalenko (Intérim) (2019)
- Svitlana Lobanova (Intérim) (2019)
- Andriy Balon (2019 - 2020)
- Andrii Nazarenko (2020 - 2021)
- Valerii Zhaldak (Intérim) (2021)
- Mariya Chorna (28 mai 2021 - 7 mars 2022)
- Andriy Raïkovytch (7 mars 2022 - aujourd'hui)